# 慈雲寺 (長野県下諏訪町)
慈雲寺（じうんじ）は、長野県諏訪郡下諏訪町にある臨済宗妙心寺派の寺院である。山号は白華山。本尊は十一面千手千眼観音菩薩。

## 歴史
正安2年（1300年）に臨済宗建長寺派の寺院として、諏訪大社下社大祝の金刺満貞を開基として、一山一寧の開山により創建された。一山の跡を雪村友梅が継ぎ、信州の触頭となった名刹であった。武田信玄は七世中興天桂玄長禅師に私淑し、寺紋は武田菱である。

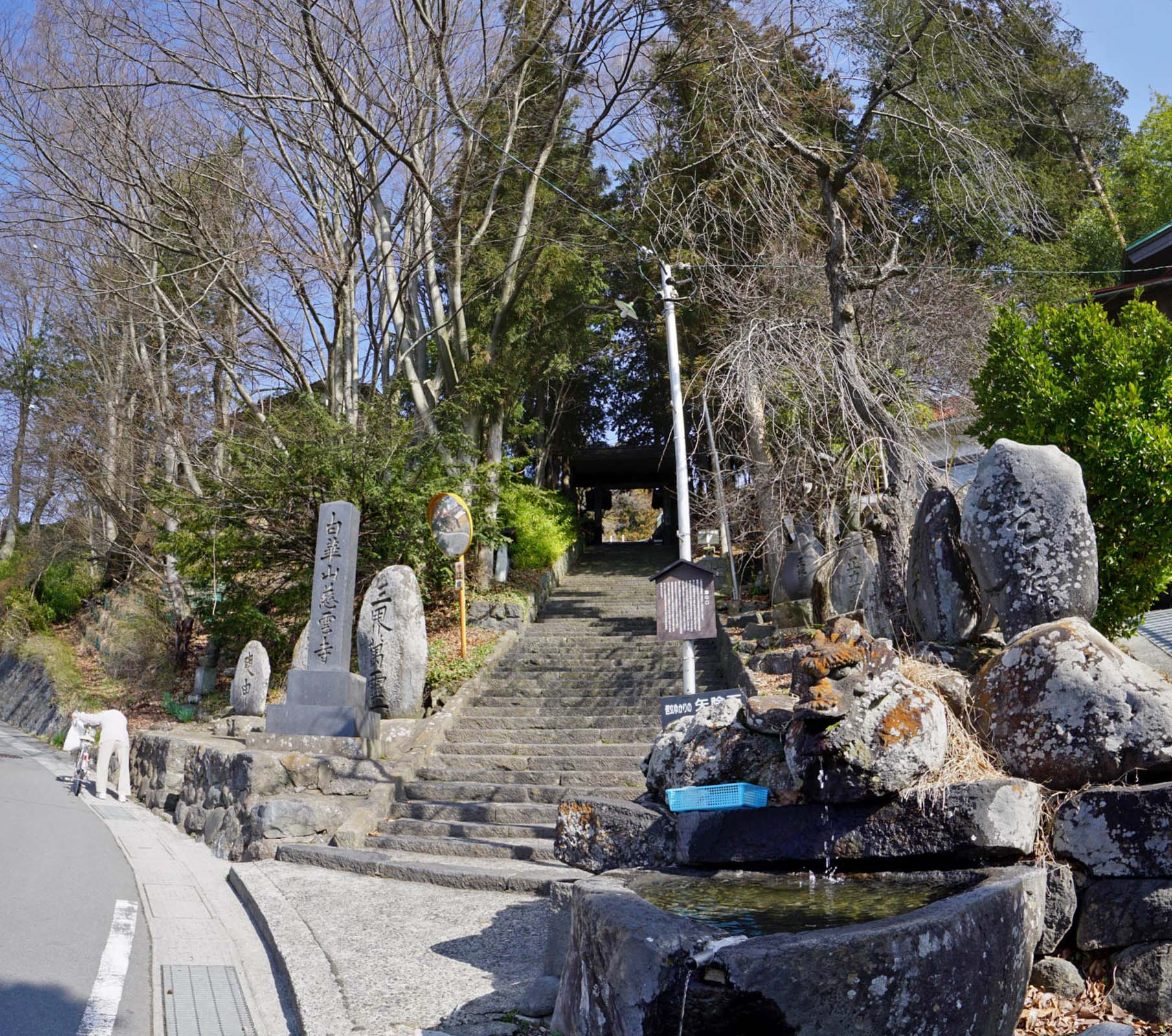
大門口の参道
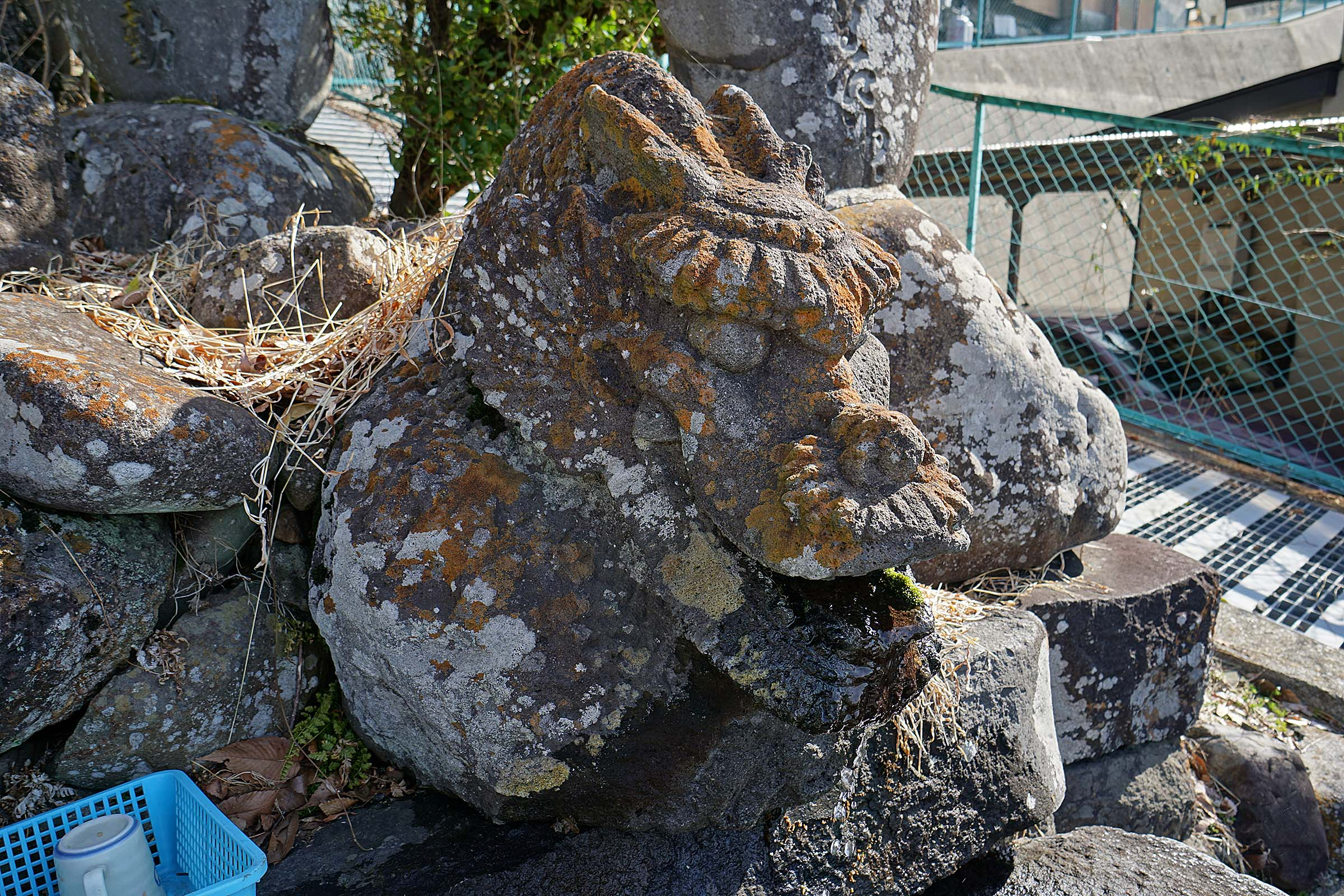
竜の口
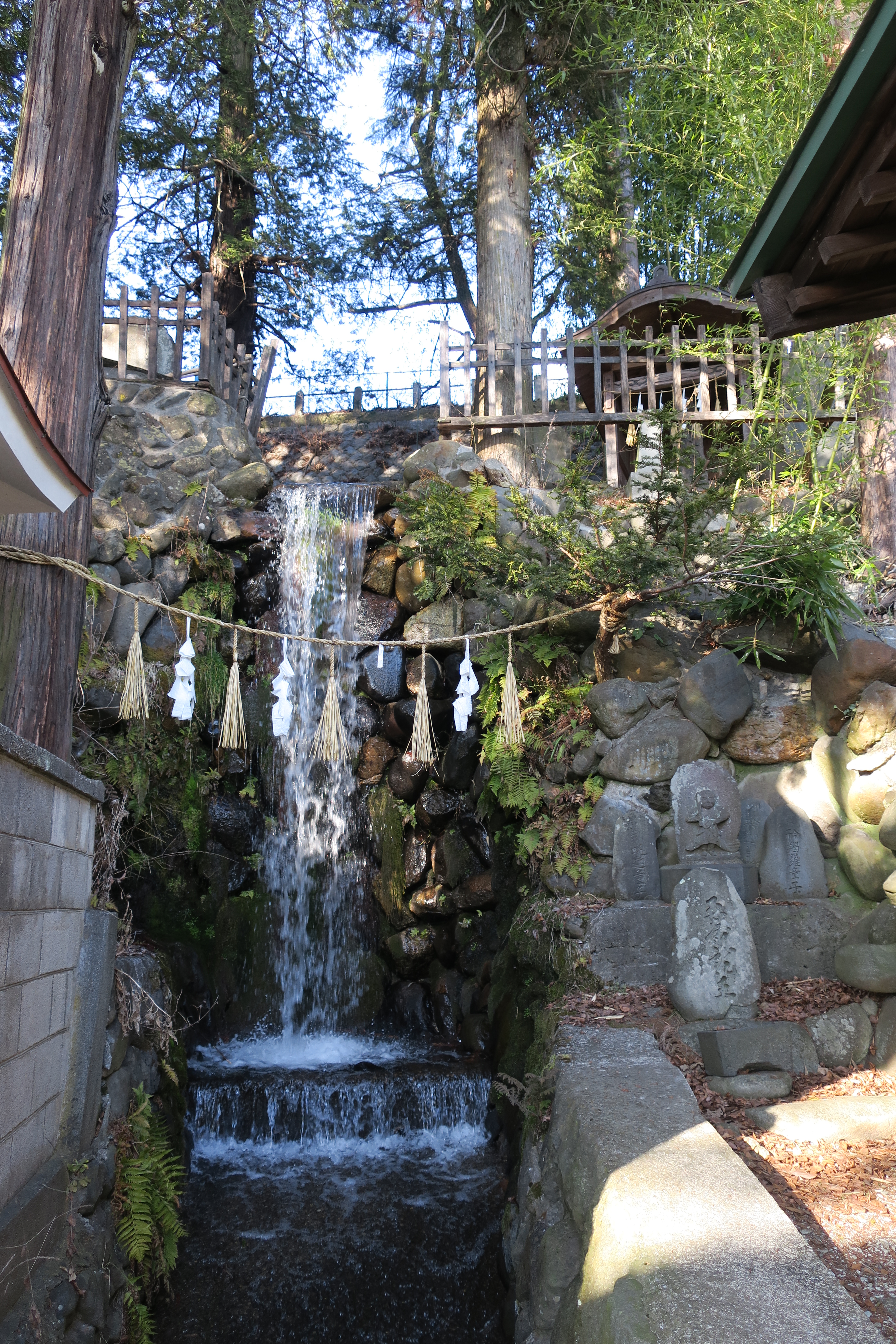

## 文化財
- 長野県宝

梵鐘 － 応安元年（1368年）の鋳造。総高114cm、口径66.4cm
- 町指定有形文化財

本堂 － 文化5年（1808年）の再建。立川流。棟梁は上諏訪の市蔵。
山門 － 安永8年（1779年）の建立。棟梁は村田長左衛門村田長左衛門。
阿弥陀如来立像 － 木喰の作。高さ112cm。文化4年（1807年）の作。
日根野織部正高吉供養塔 － 諏訪藩の初代藩主、日根野高吉の供養の五輪塔

## 交通アクセス
- JR中央本線下諏訪駅から徒歩約15分

## 寺院周辺
- 諏訪大社下社春宮
- 万治の石仏